# Rockin'On Japan
Rockin'On Japan é uma revista mensal japonesa, fundada em 1972, que aborda a cena musical e os diversos eventos culturais no país, incluindo espaços de arte e exposições culinárias.

## História
Fundada em 1972, a publicação se concentrava em fornecer notícias verificadas, um conteúdo sem censura e notícias originais. Mais tarde, em 1986, se dividiu em duas versões: a Rockin'On Japan, a fim de servir ao Japão internamente e a Rockin'On, com o intuito de cobrir o conteúdo musical internacional.
O atual proprietário da publicação é Yoichi Shibuya, que supervisiona a expansão da revista e a criação de festivais musicais patrocinados pela mesma.

## Festivais e produção musical
O principal festival criado pela revista é denominado Rock in Japan Festival, o mesmo é referenciado como o maior festival de música de verão do Japão com base em público. O festival se diferencia por ter regulamentos rígidos, que proíbem práticas de mosh (roda, roda-punk) e o de mergulho do palco sob a plateia, para que o festival seja mais aberto ao público de musica em geral. O outro grande festival criado e patrocinado pela revista chama-se Countdown Japan e os dois festivais formam o braço de promoção do foco da revista em música japonesa.
A produção musical também é patrocinada pela revista devido à criação de um estúdio musical chamado Jackman Records. O estilo musical produzido e patrocinado pela revista tem sido comumente referido como Rockin'On-kei.